# Régny
Régny és un municipi francès situat al departament del Loira i a la regió d'Alvèrnia-Roine-Alps. L'any 2011 tenia 1.614 habitants.

## Demografia

### Població
El 2007 la població de fet de Régny era de 1.501 persones. Hi havia 604 famílies de les quals 188 eren unipersonals (98 homes vivint sols i 90 dones vivint soles), 169 parelles sense fills, 184 parelles amb fills i 63 famílies monoparentals amb fills.
La població ha evolucionat segons el següent gràfic:
Habitants censats

### Habitatges
El 2007 hi havia 775 habitatges, 604 eren l'habitatge principal de la família, 39 eren segones residències i 132 estaven desocupats. 465 eren cases i 308 eren apartaments. Dels 604 habitatges principals, 352 estaven ocupats pels seus propietaris, 239 estaven llogats i ocupats pels llogaters i 13 estaven cedits a títol gratuït; 4 tenien una cambra, 43 en tenien dues, 104 en tenien tres, 216 en tenien quatre i 237 en tenien cinc o més. 371 habitatges disposaven pel capbaix d'una plaça de pàrquing. A 294 habitatges hi havia un automòbil i a 182 n'hi havia dos o més.

### Piràmide de població
La piràmide de població per edats i sexe el 2009 era:
| Homes | Edats   | Dones |
| ----- | ------- | ----- |
| 0     | 95 o +  | 8     |
| 4     | 90 a 94 | 16    |
| 20    | 85 a 89 | 40    |
| 12    | 80 a 84 | 32    |
| 36    | 75 a 79 | 28    |
| 44    | 70 a 74 | 52    |
| 44    | 65 a 69 | 48    |
| 32    | 60 a 64 | 36    |
| 44    | 55 a 59 | 52    |
| 80    | 50 a 54 | 56    |
| 52    | 45 a 49 | 76    |
| 36    | 40 a 44 | 20    |
| 44    | 35 a 39 | 60    |
| 44    | 30 a 34 | 52    |
| 36    | 25 a 29 | 48    |
| 36    | 20 a 24 | 48    |
| 36    | 15 a 19 | 60    |
| 68    | 10 a 14 | 28    |
| 56    | 5 a 9   | 40    |
| 48    | 0 a 4   | 36    |

## Economia
El 2007 la població en edat de treballar era de 872 persones, 581 eren actives i 291 eren inactives. De les 581 persones actives 510 estaven ocupades (286 homes i 224 dones) i 70 estaven aturades (36 homes i 34 dones). De les 291 persones inactives 118 estaven jubilades, 72 estaven estudiant i 101 estaven classificades com a «altres inactius».

### Ingressos
El 2009 a Régny hi havia 613 unitats fiscals que integraven 1.426 persones, la mediana anual d'ingressos fiscals per persona era de 14.979 €.

### Activitats econòmiques
Dels 61 establiments que hi havia el 2007, 2 eren d'empreses alimentàries, 1 d'una empresa de fabricació de material elèctric, 10 d'empreses de fabricació d'altres productes industrials, 6 d'empreses de construcció, 12 d'empreses de comerç i reparació d'automòbils, 5 d'empreses de transport, 2 d'empreses d'hostatgeria i restauració, 3 d'empreses financeres, 2 d'empreses immobiliàries, 6 d'empreses de serveis, 7 d'entitats de l'administració pública i 5 d'empreses classificades com a «altres activitats de serveis».
Dels 15 establiments de servei als particulars que hi havia el 2009, 1 era una oficina de correu, 2 oficines bancàries, 2 tallers de reparació d'automòbils i de material agrícola, 3 paletes, 1 fusteria, 1 lampisteria, 1 electricista, 3 perruqueries i 1 restaurant.
Dels 6 establiments comercials que hi havia el 2009, 2 eren botiges de menys de 120 m², 1 una fleca, 1 una carnisseria, 1 una llibreria i 1 una botiga de material esportiu.
L'any 2000 a Régny hi havia 20 explotacions agrícoles que ocupaven un total de 868 hectàrees.

## Equipaments sanitaris i escolars
L'únic equipament sanitari que hi havia el 2009 era una farmàcia.
El 2009 hi havia 1 escola maternal i 1 escola elemental. Régny disposava d'un col·legi d'educació secundària amb 308 alumnes.

## Poblacions més properes
El següent diagrama mostra les poblacions més properes.